# 藤田佳子 (フリーアナウンサー)
藤田 佳子（ふじた よしこ）は、日本のフリーアナウンサー、リポーター、シンガーソングライターである。関西を中心にテレビ　ラジオ　出演者多数。　イベントMC ブライダルMCとしても活動。兵庫県西宮市出身。
ソロ活動ともうひとつ、T-SHOWとユニットバンド「藤田佳子 with T-SHOW」を結成、藤田が作詞作曲、ボーカルでライブ活動をする。

## 来歴
短大初等教育科卒業（小学校教諭、幼稚園教諭免許取得）、幼稚園教諭を経て松竹芸能に所属。松竹時代はテレビ・ラジオなど20本以上のレギュラーを持つ。
特に、おはようニュースマガジンなど朝の顔を長く担当。その他、テレビレポーターとしても活躍。
その後、楽曲制作、音楽活動と司会業の両立のため松竹芸能より独立。
CMリーブ21 初代 歌唱、その他CM曲制作 歌唱など
現在は藤田佳子事務所にて活動
羊毛フェルト作家、アロマアドバイザーとしても活動する。

## 出演

### テレビドラマ
- アーバンポリス
- 誘惑

### テレビ
- ナイトinナイト（朝日放送）
- エキサイティング競馬（関西テレビ）
- ちちんぷいぷい（毎日放送）レポーター
- ザ・ワイド（読売テレビ）
- おはようニュースマガジン（読売テレビ）
- 24時間テレビ（読売テレビ）
- ハロー神戸（サンテレビ）
- おはようびわ湖L（びわ湖放送）メインキャスター
- ビンカン情報京都発（KBS京都）
- 福間・田尾のゴルフパラダイス（サンテレビ）

その他ディズニー特別番組 などの吹き替えやナレーション、CMなど。

### ラジオ
- ミュージックパラダイス（ABCラジオ）
- ナイターオフ番組（ラジオ関西）
- ラッパ・ハッパの笑いのおもちゃ箱（ラジオ大阪）

### CD
- 月と星（2000年、カラオケでも配信）
- 捨て犬のバラッド
- shooting star （LIVEでも根強い人気曲[要出典]）
- 遠い街、恋しくて（共に優秀曲賞受賞[要出典]）
- ☆コナミ パワフルプロ野球 12 エンディング曲 『believe』作詞・歌唱

### その他
- イベント司会・式典司会・インタビュー・ナレーション・ブライダルダル司会など多方面でも活動